# 1. Klasse Thüringen 1942/43
Die 1. Klasse Erfurt-Thüringen 1942/43 war die zehnte und auch letzte Spielzeit der als Unterbau zur Gauliga Mitte fungierenden zweitklassigen Bezirksklasse Thüringen. Novum: Die Meisterschaft dieser Saison wurde erstmals mittels dreier Staffeln mit insgesamt 15 Vereinen ausgetragen. Dabei entfielen auf die Staffel Nord: 10 Vereine, [Gruppe 1 = (Henneberg/Nordhausen) = 4 Vereine + Gruppe 2 = (Erfurt/Weimar) = 6 Vereine], sowie die Staffel Süd/Südthüringen:
 5 Vereine. Anschließend wurde der Nord-Staffelsieger als Bezirksmeister mittels zweier Entscheidungsspiele (Hin-und-Rückspiel) gefunden. Nur der Gesamt-Sieger der Staffel Nord, war laut Fachamtsbereichs-Beschluss, automatisch zur Teilnahme an der Aufstiegs-Relegationsrunde zur Gauliga 1943/44 berechtigt. Die Staffel Süd/Südthüringen, war aber von einer Aufstiegsberechtigung ausgeschlossen. Leider sind nur circa die Hälfte aller Resultate der Staffel überliefert.
Der LSV Nordhausen setzte sich sportlich souverän als Bezirksmeister der Serie gegen den VfL 06 Saalfeld durch und nahm somit an der Aufstiegsrunde zur Gauliga Mitte 1943/44 teil. In dieser konnte sich der Verein aber nicht gegen die Konkurrenten KSG Reichsbahn/VfL Merseburg und den FC Preußen 02 Burg behaupten und verfehlte den Aufstieg in die angestrebte Erstklassigkeit. Ab kommendem Spieljahr dienten dann die Kreise (2. Klassen) als zweite Liga-Ebene. Der LSV Gotha und der MSV Sondershausen waren organisatorisch für die Staffel Nord, Gruppe 1 vorgesehen, zogen ihre Mannschaften aber kurz vor Saisonbeginn zurück. Somit umfasste der Spielbetrieb dieser Gruppe nur vier Vereine.

## Abschlusstabelle
Die Abschlusstabellen sind aus dem im Unterpunkt Quellen notierten Buch sowie der aufgeführten Zeitung entnommen.

### Staffel Nord
Der Staffelsieg der Staffel Nord wurde in zwei Gruppen ausgespielt.

- Nach dem Ende der regulären Saison 1942/43 gab es zwei Entscheidungsspiele, (Hin-und-Rück), beider Gruppensieger um den Staffelsieg: LSV Nordhausen – VfL 06 Saalfeld   6:0 [28.03.],   3:1 [11.04.]

Gruppe 1 [ Henneberg / Nordhausen ]
Gespielte Spiele: 12 / Erzielte Tore: 55

(10. Spielzeit,  (4.Kriegsmeisterschaft) – Saison-Beginn: 16. August 1942)

TuS Schott Jena – Aufstieg und Tabellenletzter (Nord/G2)

| Pl. | Verein                       | Sp. | Tore  | Quote | Punkte |
| --- | ---------------------------- | --- | ----- | ----- | ------ |
| 1.  | LSV Nordhausen (N)           | 6   | 28:04 | 7,00  | 12:0   |
| 2.  | 1. Suhler SV 06              | 6   | 15:07 | 2,14  | 06:06  |
| 3.  | SpVgg Suhl-Heinrichs         | 6   | 6:13  | 0,46  | 03:09  |
| 4.  | SV Union Zella-Mehlis 06 (N) | 6   | 06:31 | 0,19  | 03:09  |

| (N) | Aufsteiger aus den 2. Klassen |

Gruppe 2 [ Erfurt / Weimar ]

SpVgg Zella-Mehlis – Aufstieg und Tabellenletzter (Nord/G1)

Gespielte Spiele: 30 / Erzielte Tore: 167

(10. Spielzeit,  (4.Kriegsmeisterschaft) – Saison-Beginn: 16. August 1942)
| Pl. | Verein              | Sp. | Tore  | Quote | Punkte |
| --- | ------------------- | --- | ----- | ----- | ------ |
| 1.  | VfL 06 Saalfeld     | 10  | 31:15 | 2,07  | 15:05  |
| 2.  | LSV Nohra/Weimar    | 10  | 46:16 | 2,88  | 14:06  |
| 3.  | LSV Rudolstadt (N)  | 10  | 35:21 | 1,67  | 14:06  |
| 4.  | LSV Erfurt (N)      | 10  | 32:27 | 1,19  | 11:09  |
| 5.  | SV 09 Arnstadt (N)  | 10  | 15:53 | 0,28  | 04:16  |
| 6.  | TuS Schott Jena (N) | 10  | 08:35 | 0,23  | 02:18  |

| (N) | Aufsteiger aus den 2. Klassen |

### Staffel Süd
[ Südthüringen ]
Ermittelte Spiele: 12 von 20 / Ermittelte Tore: 71 – (* Nach-Recherche nötig.)

(10. Spielzeit,  (4.Kriegsmeisterschaft) – Saison-Beginn:  16.08.1942)

SV 08 Steinach e. V. – Einstmals ganz oben – nun weit weg von allem

| Pl. | Verein             | Sp. | Tore  | Quote | Punkte |
| --- | ------------------ | --- | ----- | ----- | ------ |
| 1.  | SV Heinersdorf     | 4   | 14:06 | 2,33  | 8:0    |
| 2.  | SV 08 Steinach     | 5   | 15:13 | 1,15  | 4:06   |
| 3.  | TSV Wildenheid     | 5   | 17:17 | 1,00  | 4:06   |
| 4.  | SC Oberlind        | 4   | 11:14 | 0,78  | 4:04   |
| 5.  | 1. FC Sonneberg 04 | 6   | 14:21 | 0,66  | 4:08   |

[* Nach-Recherche: 9 fehlende Spiel-Resultate.] 
 * Tabellenstand vom 30. November 1942 und auch noch 1. März 1943 - ( Danach endet das Vorhandensein der Quellen-Zeitung.) + [ 2 Spiel-Resultate, je 1 vom April & Mai ]

## Wiederaufnahme der landesweiten Fußballspielbetriebs
Im Land Thüringen wurden erstmals 1948 wieder, Pflichtspiele oberhalb der Kreisebene, als: Regionale Entscheidungsrunde zur Fußball-Ostzonenmeisterschaft, ausgetragen.